# Wenecja (województwo kujawsko-pomorskie)
Wenecja – wieś (dawniej miasto) w Polsce w województwie kujawsko-pomorskim, położona w powiecie żnińskim, w gminie Żnin na przesmyku jezior: Biskupińskiego, Weneckiego i Skrzynka.
Wenecja uzyskała lokację miejską w 1392 roku, zdegradowana przed 1400 rokiem.
Wenecja dzieli się na cztery przysiółki: Dolna Wenecja, Górna Wenecja, Probostwo oraz Mościszewo.

## Historia

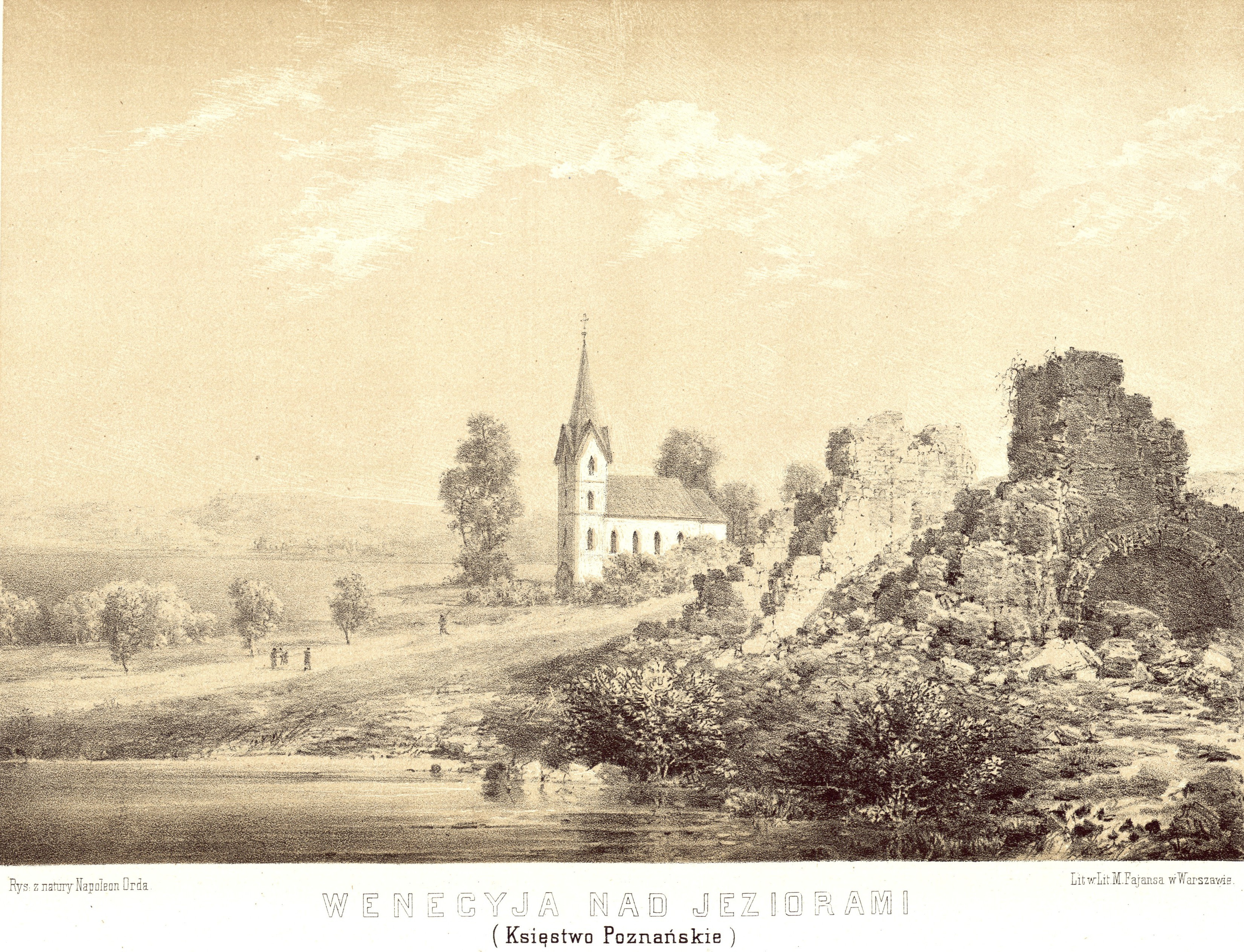
Wenecja na litografii Napoleona Ordy (1880)

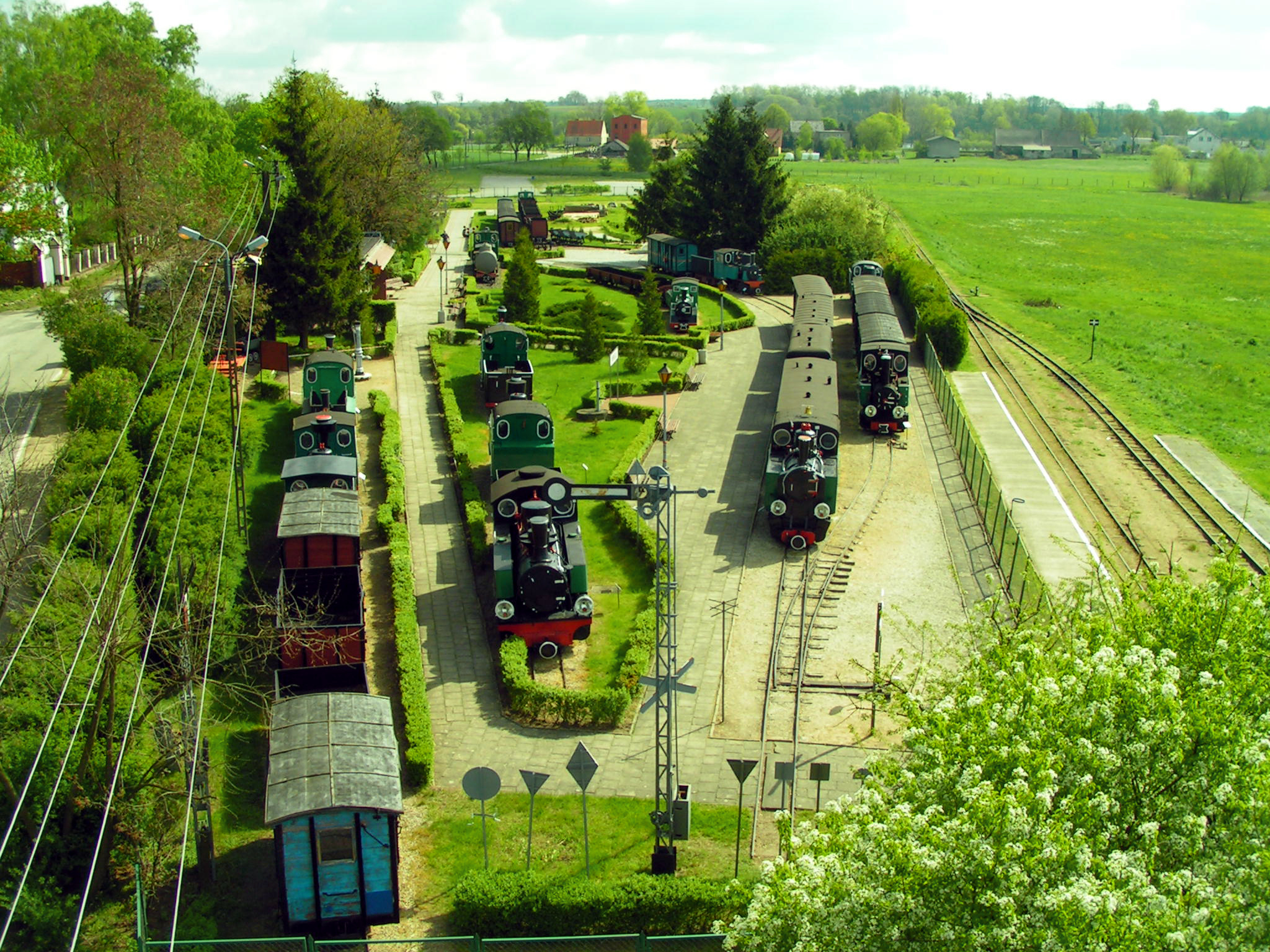
Muzeum Kolei Wąskotorowej w Wenecji

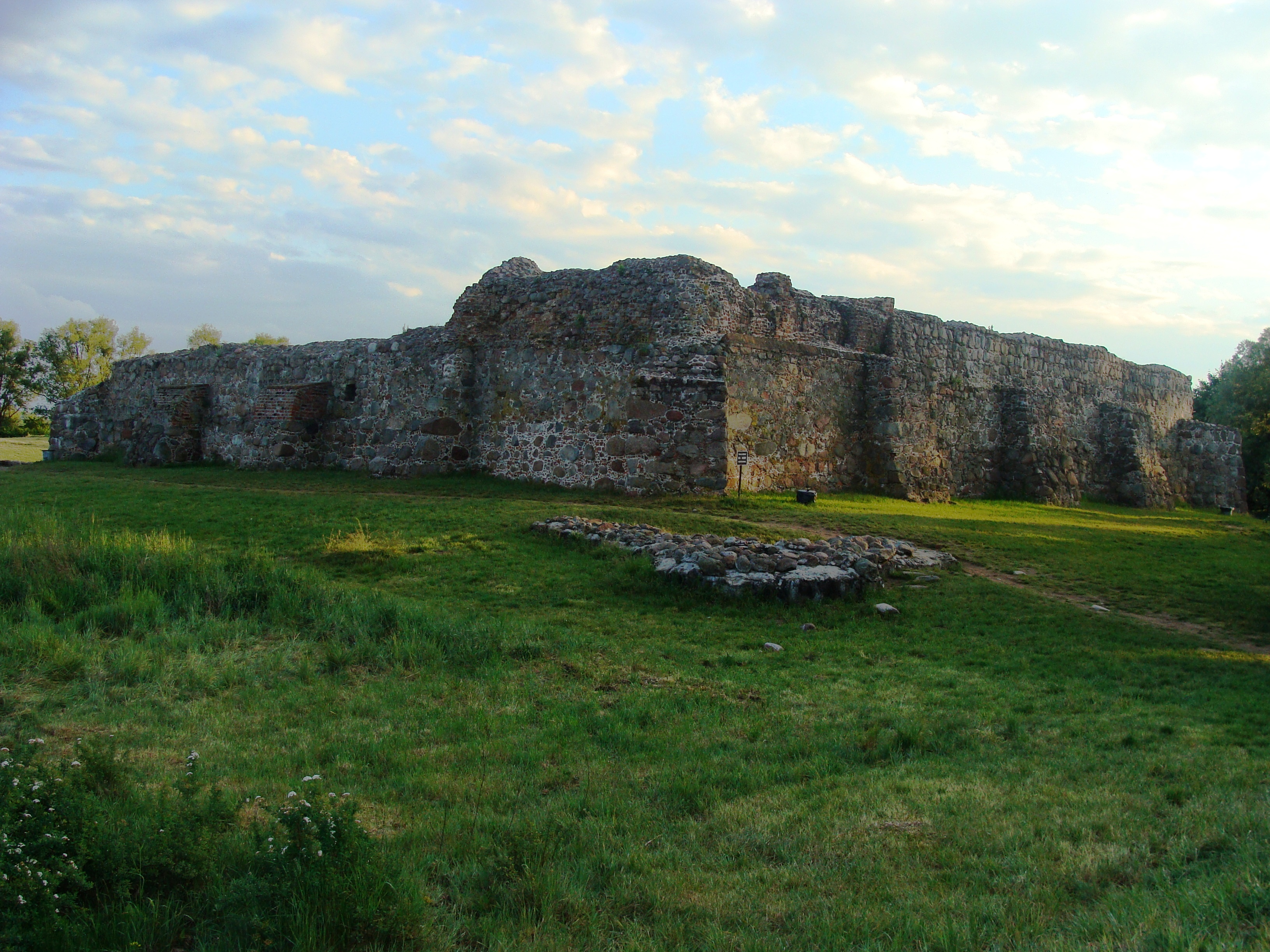
Zamek w Wenecji

Według wzmianek, w XIV wieku osada należała do rodu Nałęczów. Ówcześnie nosiła nazwę Mościska, którą to Mikołaj Nałęcz zmienił na Wenecję, po powrocie ze studiów w Wenecji. Także z jego inicjatywy powstał tu zamek obronny oraz kościół, na miejscu którego do dziś istnieje świątynia z XIX wieku. Jeszcze w wieku XIV Wenecja otrzymała prawa miejskie, które w latach późniejszych zostały jej jednak odebrane. Wieś klucza żnińskiego arcybiskupstwa gnieźnieńskiego, położona była w XVII wieku w powiecie kcyńskim województwa kaliskiego.

## Demografia
W latach 1975–1998 miejscowość należała województwa bydgoskiego. Według Narodowego Spisu Powszechnego 2021 liczyła 424 mieszkańców. Jest ósmą co do wielkości miejscowością gminy Żnin.
| Rok  | Liczba ludności |
| ---- | --------------- |
| 1998 | 282             |
| 2002 | 291             |
| 2009 | 305             |
| 2011 | 333             |
| 2014 | 341             |
| 2021 | 424             |

## Atrakcje turystyczne
- Muzeum Kolei Wąskotorowej – w jego zbiorach znajduje się m.in. 17 parowozów, pług śnieżny oraz piaskarka
- ruiny zamku
- neogotycki kościół z XIX wieku
- dwór klasycystyczny z XIX wieku
- budynek dawnej podcieniowej kuźni z 1908 roku[8]
- grób Walentego Szwajcera (odkrywcy osady w Biskupinie) na miejscowym cmentarzu

Wenecja znajduje się na Szlaku Piastowskim. Wiedzie przez nią również trasa Żnińskiej Kolei Powiatowej, która obecnie nie funkcjonuje już jako regularny środek transportu dla okolicznych mieszkańców. Jest to kolej wąskotorowa, posiadająca rozstaw szyn liczący jedynie 600 mm, co sprawia, że są to najwęższe tory kolei publicznej w Europie. W sezonie turystycznym możliwa jest przejażdżka kolejką na trasie: Żnin–Wenecja–Biskupin–Gąsawa.